# Calamagrostis paradoxa
Calamagrostis paradoxa är en gräsart som beskrevs av Vladimir Ippolitovich Lipsky. Calamagrostis paradoxa ingår i släktet rör, och familjen gräs. Inga underarter finns listade i Catalogue of Life.